# Greg Searle
Gregory "Greg" Mark Pascoe Searle (MBE) (født 20. marts 1972 i Ashford) er en engelsk tidligere roer og olympisk guldvinder.
Searle roede for klubben Molesey Boat Club og gjorde sig første gang bemærket som helt ung, da han var med til at blive juniorverdensmester i firer uden styrmand i både 1989 og 1990. Som seniorroer var han med til at vinde VM-bronze i otteren i 1991.
Han skiftede herefter til toer med styrmand og stillede op i denne bådtype ved OL 1992 i Barcelona, sidste gang denne disciplin var på OL-programmet. Hans makkere i båden var hans bror Jonny Searle og styrmand Garry Herbert, og briterne satte overraskende olympisk rekord i indledende heat, en bedrift de gentog i semifinalen. De italienske favoritter, Carmine og Giuseppe Abbagnale og Giuseppe Di Capua, der havde vundet guld i 1984 og 1988, og de øvrige mandskaber kunne ikke følge med briterne, og det samme kom til at gælde i finalen, hvor italienerne ellers indledte med at tage en stor føring, men briterne roede sig op fra en tredjeplads og indhentede italienerne på med 25 rotag tilbage og sikrede sig guldet med et forspring på mere end et sekund, mens italienerne fik sølv og rumænerne Dimitrie Popescu, Neculai Țaga og Dumitru Răducanu sikrede sig bronze.
Året efter blev trioen desuden verdensmester i samme disciplin, inden brødrene Searle satte sig i fireren uden styrmand, som de vandt VM-bronze i, en placering de forbedrede til sølv i 1995.
Fireren uden styrmand stillede op ved OL 1996 i Atlanta med en besætning bestående af Rupert Obholzer, Tim Foster samt brødrene Searle. De vandt deres indledende heat og semifinale, inden de i finalen måtte se sig besejret af de forsvarende australske olympiske mestre, der genvandt guldet, og Frankrig, der blot var mindre end et halvt sekund foran briterne, der sikrede sig bronze.
I de følgende sæsoner roede Searle singlesculler og vandt VM-bronze i 1997. Til OL-sæsonen i 2000 skiftede han til toer uden styrmand sammen med Ed Coode, men duoen endte akkurat uden for medaljerne på en fjerdeplads ved OL i Sydney efter at have ført en stor del af finalen.
Han indstillede derpå sin rokarriere og kastede sig i stedet over sejlsport, hvor han blev en del af det britiske America's Cup-team, og han holdt sig i øvrigt i form ved at løbe maratonløb og dyrke triatlon, inden han i 2010 vendte tilbage til roningen med udsigten til OL 2012 på hjemmebane i London. Han blev nu en del at den britisk otter, der vandt VM-sølv i 2010 og 2011.
Ved OL 2012 blev den britiske båd nummer to i indledende heat efter de tyske favoritter, men briterne vandt derpå opsamlingsheatet og kvalificerede sig dermed til finalen. Her var tyskerne stærkest, mens Canada vandt sølv og briterne hentede bronzen. Den britiske båd havde ud over Searle Alex Partridge, James Foad, Tom Ransley, Richard Egington, Moe Sbihi, Matt Langridge, Constantine Louloudis og styrmand Phelan Hill i båden. Herefter indstillede han endeligt sin karriere i roning.

## OL-medaljer
- 1992:  Guld i toer med styrmand
- 1996:  Bronze i firer uden styrmand
- 2012:  Bronze i otter